# Transmaszchołding
Transmaszchołding (ros. Трансмашхолдинг) – rosyjskie przedsiębiorstwo z siedzibą w Moskwie, zajmujące się produkcją pojazdów szynowych.

## Historia
Przedsiębiorstwo Transmaszchołding zostało założone w 2002 r. jako największy rosyjski producent pojazdów szynowych, w którego skład weszły inne dotychczasowe rosyjskie przedsiębiorstwa z branży. Zajmowało się dostawami oraz modernizacjami pojazdów szynowych w krajach dawnego bloku wschodniego. Transmaszchołding stał się największym dostawcą taboru kolejowego dla Kolei Rosyjskich (RŻD).
W 2014 r. w związku z aneksją Półwyspu Krymskiego przez Rosję spółka została wpisana na listę przedsiębiorstw, na które zostały nałożone przez rząd Ukrainy sankcje gospodarcze.
Do 2015 r. udziały w Breakers Investments B. V., jedynym udziałowcu SA Transmashcholding, były w posiadaniu Koleje Rosyjskie, korporacji Alstom i rosyjskich inwestorów: Iskandar Machmudow, Andriej Bokariew, Dmitrij Komissarow i Kiriłł Lipa. W 2015 roku. Rosyjskie Koleje sprzedały swoje udziały w Spółce i od tego czasu Alstom posiada 20% udziałów w Breakers Investments B. V., a pozostali akcjonariusze 80%.
W grudniu 2023 roku Alstom sprzedał swoje udziały rosyjskim inwestorom. Od lipca 2024 r. Transmashholding jest w 100% własnością rosyjskich akcjonariuszy.

## Grupa Transmaszchołding

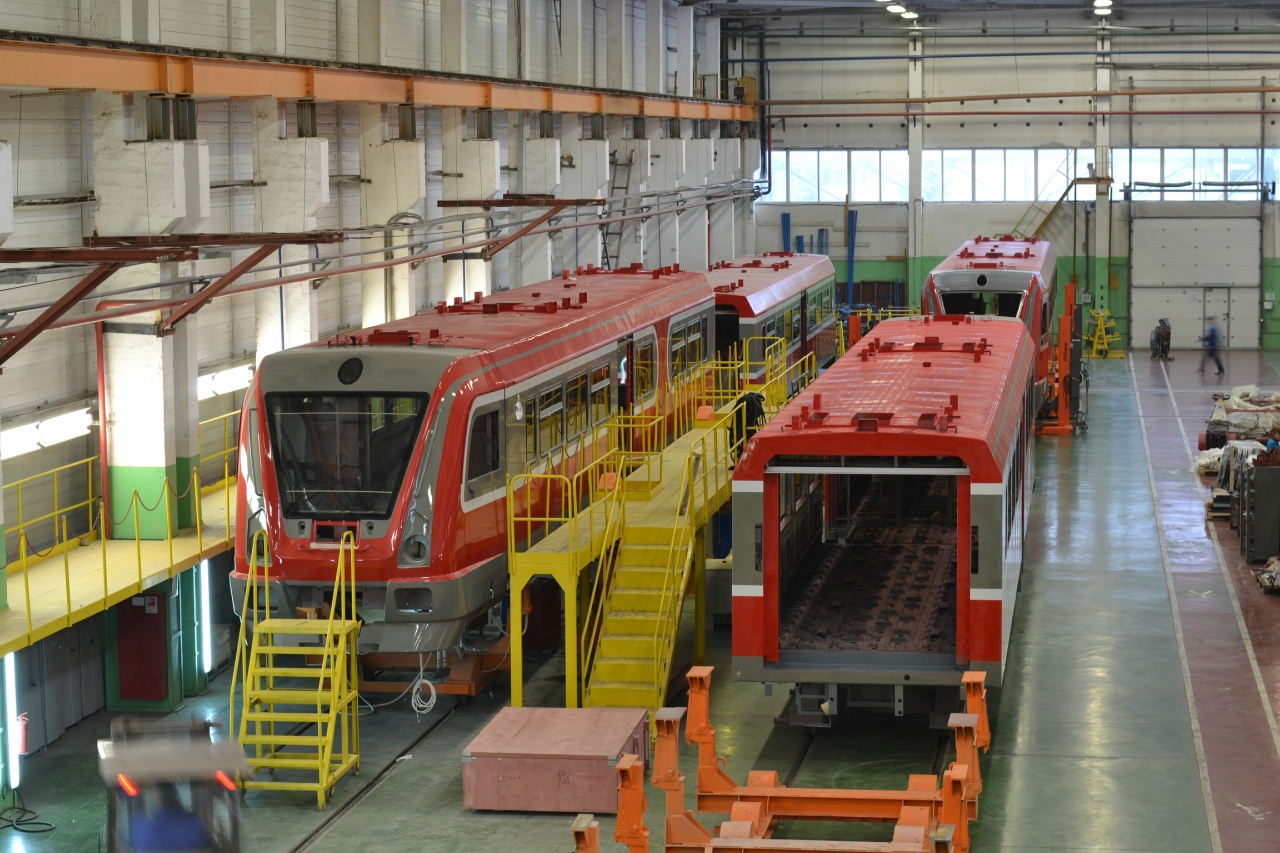
Zakłady Mietrowagonmasz w Mytiszczi

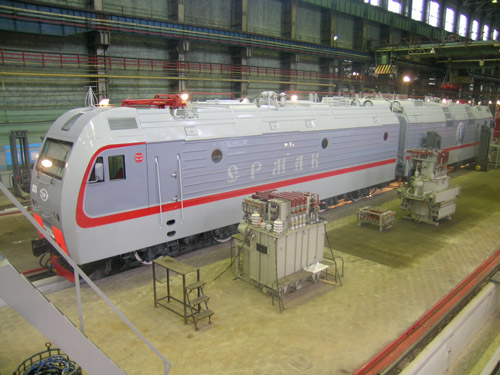
Zakład produkcyjny lokomotyw elektrycznych w Nowoczerkasku

W skład grupy Transmaszchołding wchodzą:
- Bieżyckij Stalelitiejnyj Zawod(inne języki) – odlewnia metali w Briańsku[8];
- Brianskij Maszynostroitelnyj Zawod(inne języki) – zakład produkcyjny w Briańsku[9];
- Diemichowskij Maszynostroitielnyj Zawod(inne języki) – zakład produkcyjny w Diemichowie[10];
- Kołomienskij Zawod(inne języki) – zakład produkcji lokomotyw w Kołomnie[11];
- Ługanskij Tiepłowozostroitielnyj Zawod – zakład produkcji lokomotyw spalinowych w Ługańsku[12];
- Mietrowagonmasz – zakład produkcji wagonów metra w Mytiszczi[13];
- Nowoczerkasskij Elektrowozostroitielnyj Zawod – zakład produkcji lokomotyw elektrycznych w Nowoczerkasku[14];
- Oktiabr´skij Elektrowagonoriemontnyj Zawod(inne języki) – zakład modernizacji i napraw lokomotyw elektrycznych w Sankt Petersburgu[15];
- Pienzadizielmasz(inne języki) – zakład produkcji silników spalinowych w Penzie[16];
- RailComp / Riejłkomp – zakład produkujący osprzęt elektryczny do lokomotyw elektrycznych, joint-venture Transmaszchołdingu i Alstomu[17];
- TMH International – przedsiębiorstwo finansujące inwestycje kolejowe z siedzibą w Zug w Szwajcarii[18];
- TramRus – przedsiębiorstwo produkujące niskopodłogowe tramwaje, joint-venture Transmaszchołdingu i Alstomu[19];
- Transconverter – przedsiębiorstwo produkujące osprzęt elektryczny do pojazdów szynowych, joint-venture Transmaszchołdingu i Siemens AG[20];
- TRTrans – biuro inżynierskie zajmujące się pojazdami szynowymi nowej generacji, joint-venture Transmaszchołdingu i Alstomu[21];
- Twierskoj Wagonostroitielnyj Zawod zakład produkcyjny i modernizacyjny wagonów kolejowych w Twerze[22];
- Wsierossijskij Nauczno-Issledowatielskij i Projektno-Konstruktorskij Institut Elektrowozostrojenija – biuro badań i rozwoju produkcji lokomotyw elektrycznych w Nowoczerkasku[23].

## Działalność
Przedsiębiorstwo zajmuje się produkcją pojazdów szynowych, głównie dla byłych republik radzieckich. W ofercie producenta znajdują się lokomotywy elektryczne (w tym towarowe, osobowe i manewrowe), lokomotywy spalinowe (towarowe, osobowe i manewrowe), lokomotywy o napędzie spalinowo-elektrycznym, spalinowe i elektryczne zespoły trakcyjne, wagony towarowe i osobowe, pociągi metra oraz tramwaje. Ponadto Transmaszchołding zajmuje się produkcją silników spalinowych na potrzeby produkcji taboru kolejowego.

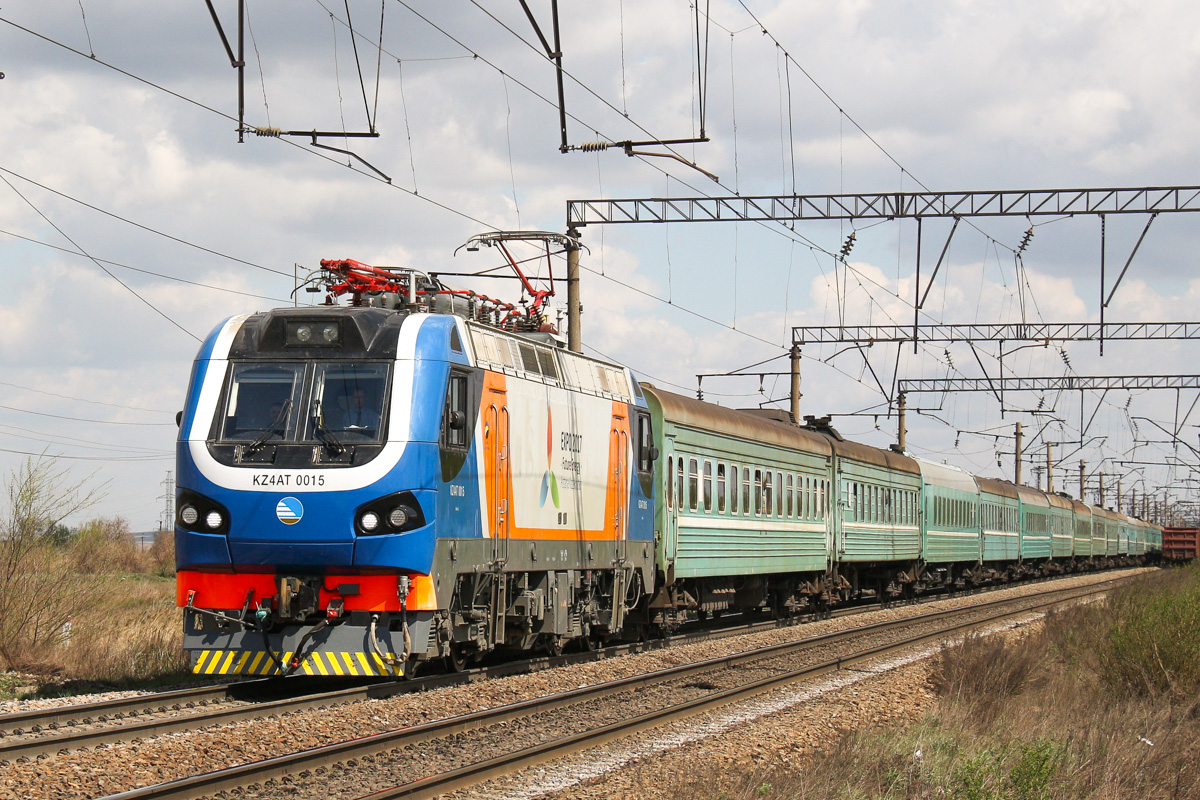
Lokomotywa elektryczna KZ4AT
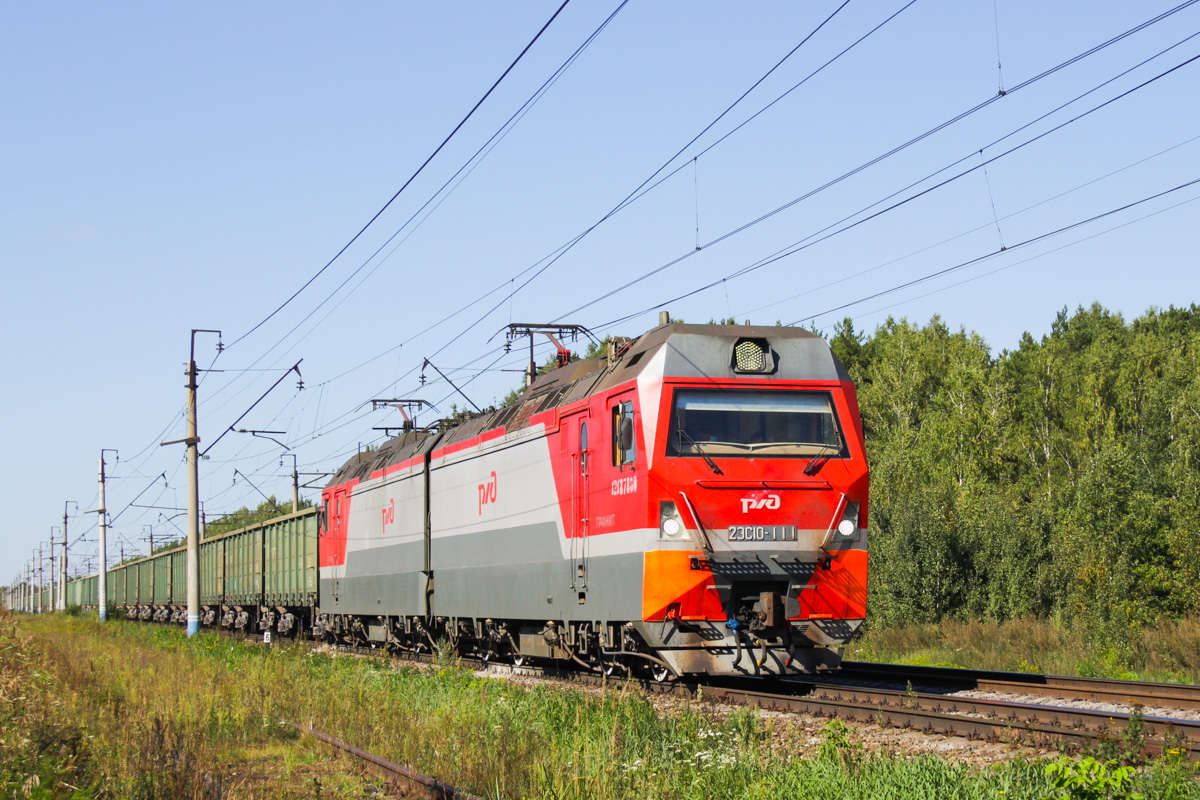
Lokomotywa elektryczna 2ES10
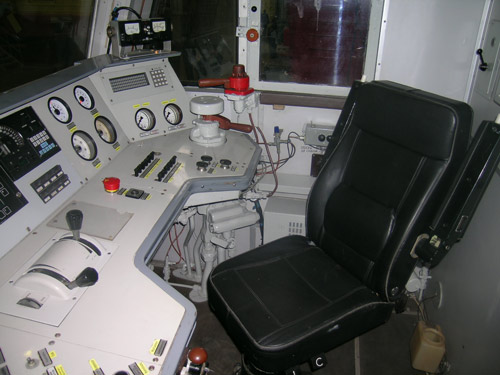
Pulpit w lokomotywie serii EP10
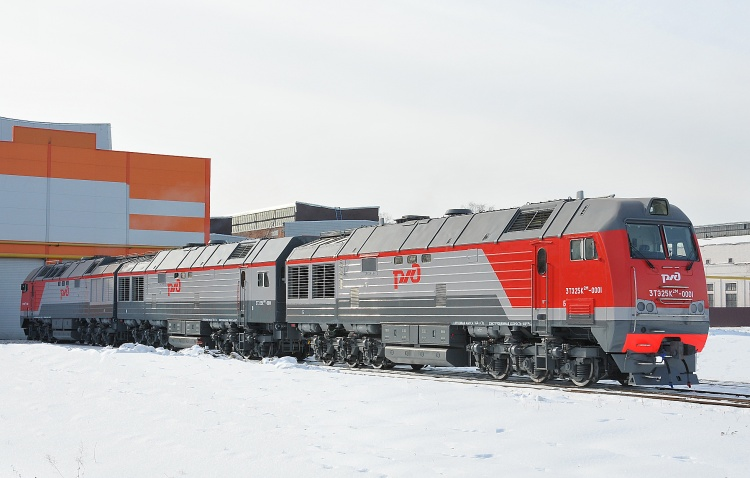
Lokomotywa spalinowa 3TE25K2M
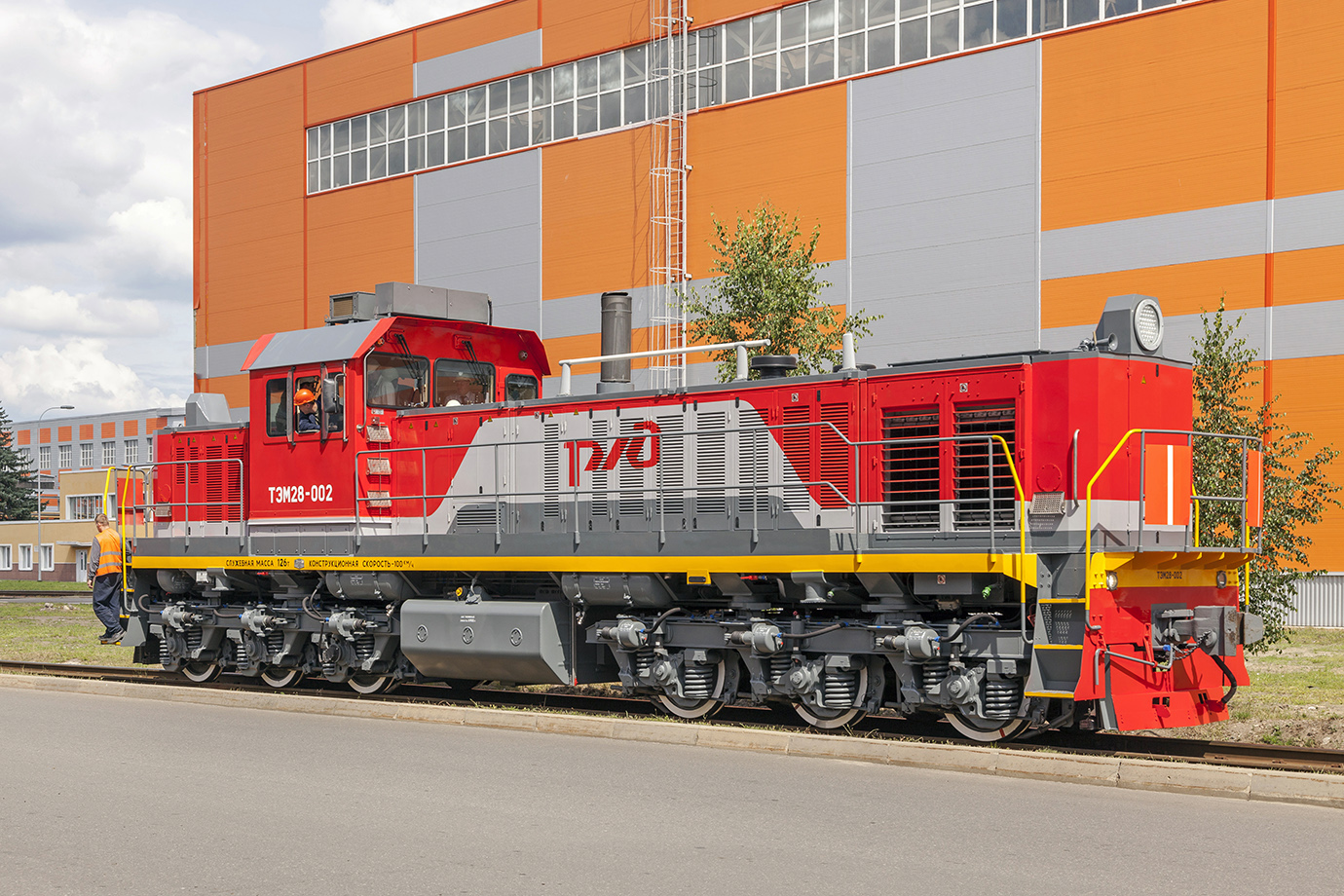
Manewrowa lokomotywa spalinowa TEM28
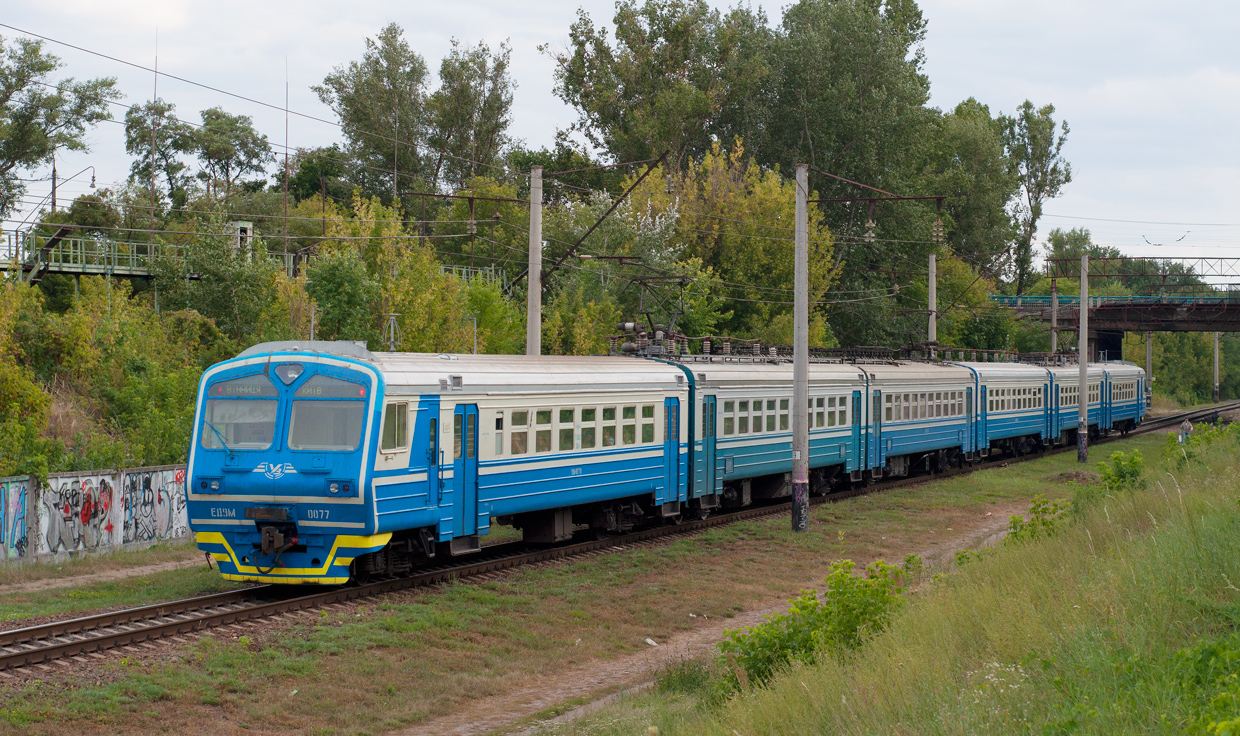
Elektryczny zespół trakcyjny ED9M
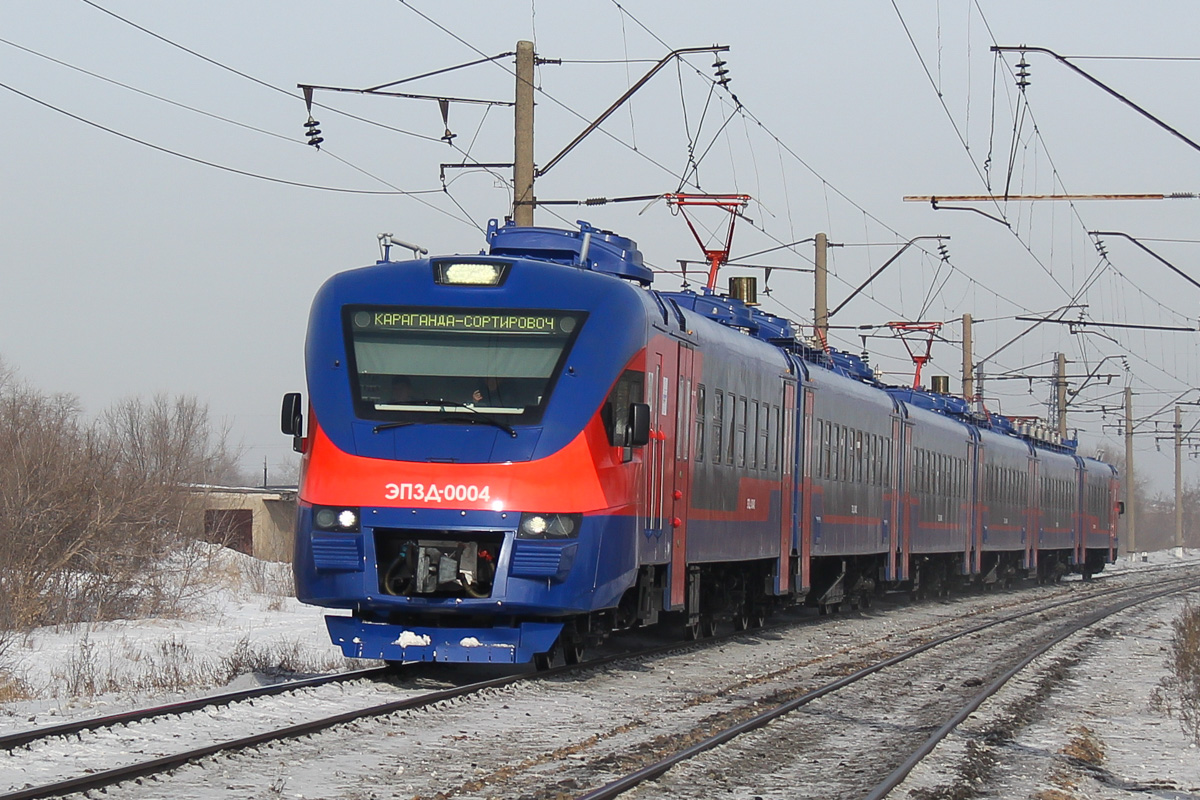
Elektryczny zespół trakcyjny EP3D
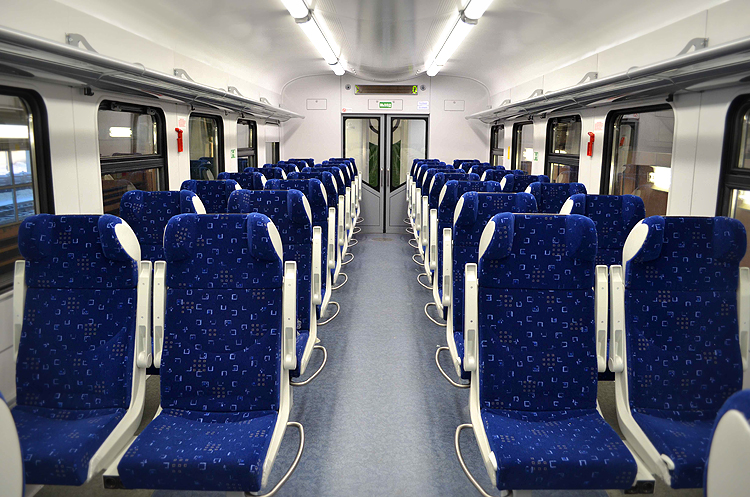
Wnętrze elektrycznego zespołu trakcyjnego EP2D
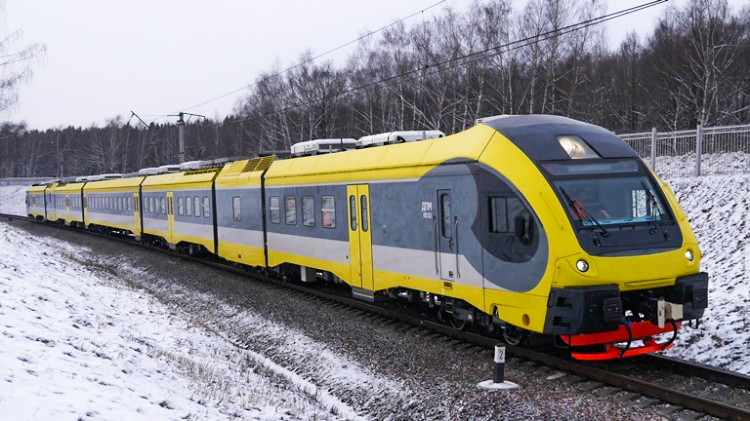
Spalinowy zespół trakcyjny DPM
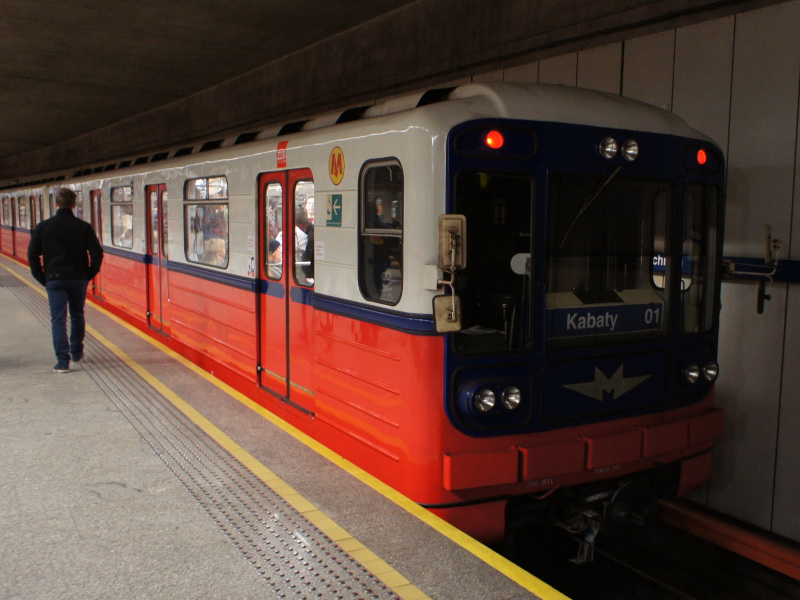
Pociąg typu 81-717.3 dla warszawskiego metra
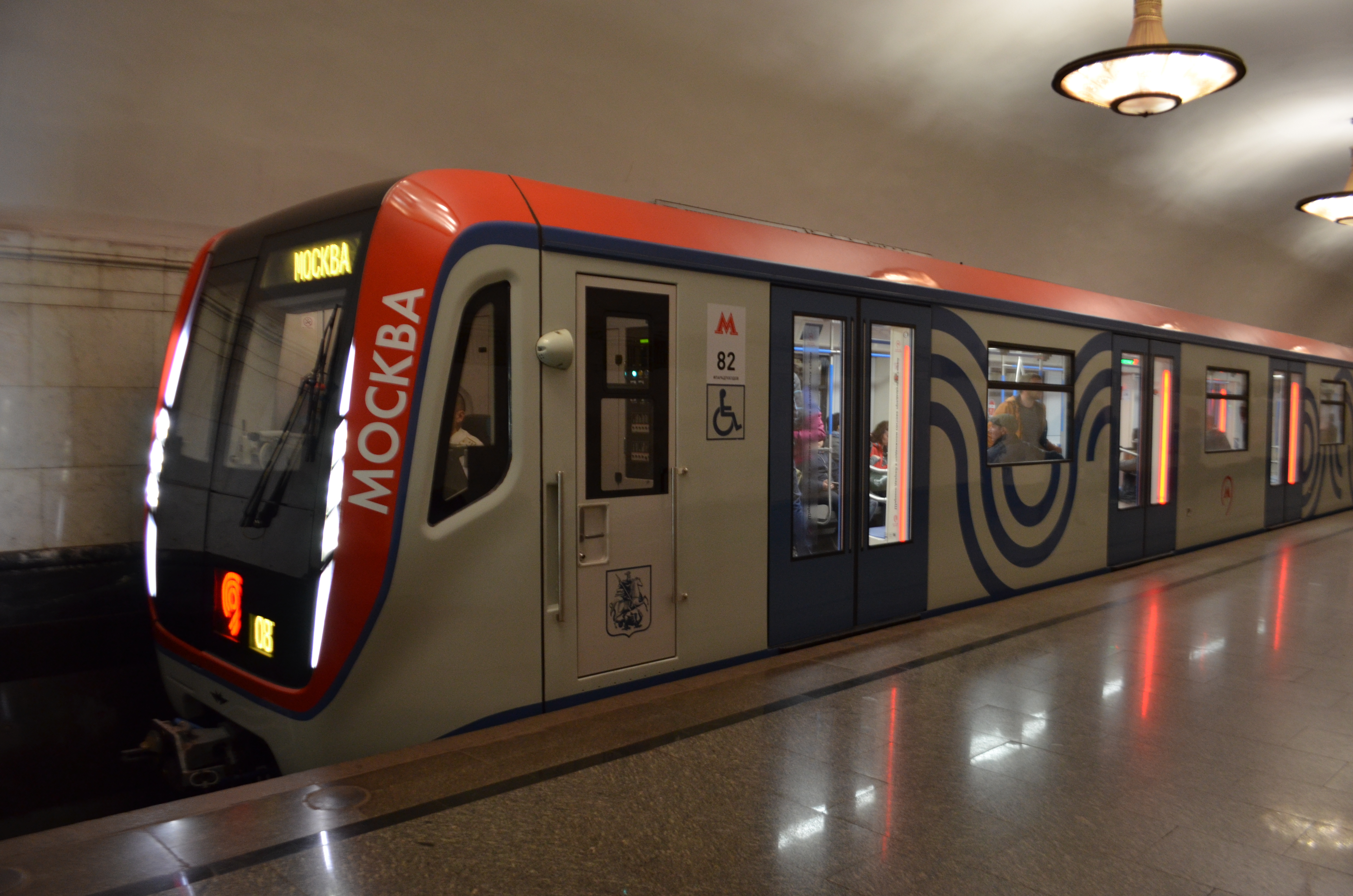
Pociąg metra 81-765/766/767 w Moskwie
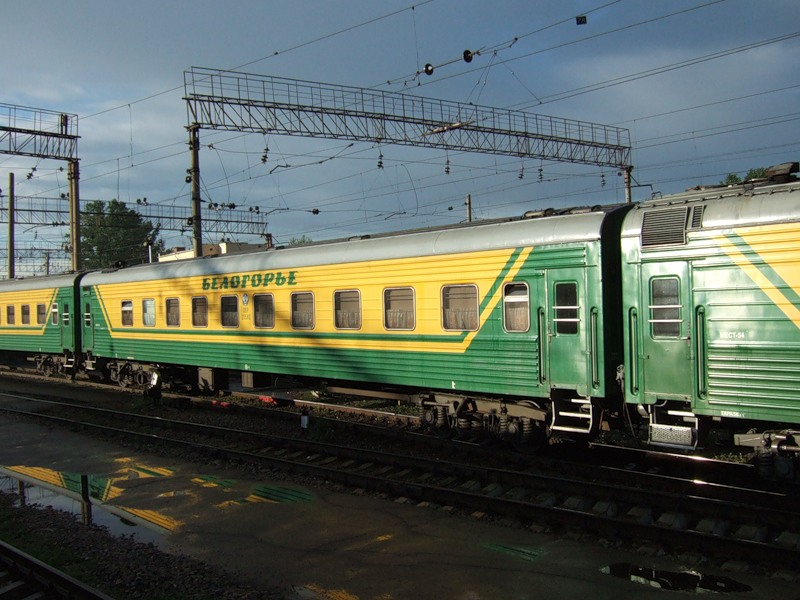
Wagon osobowy
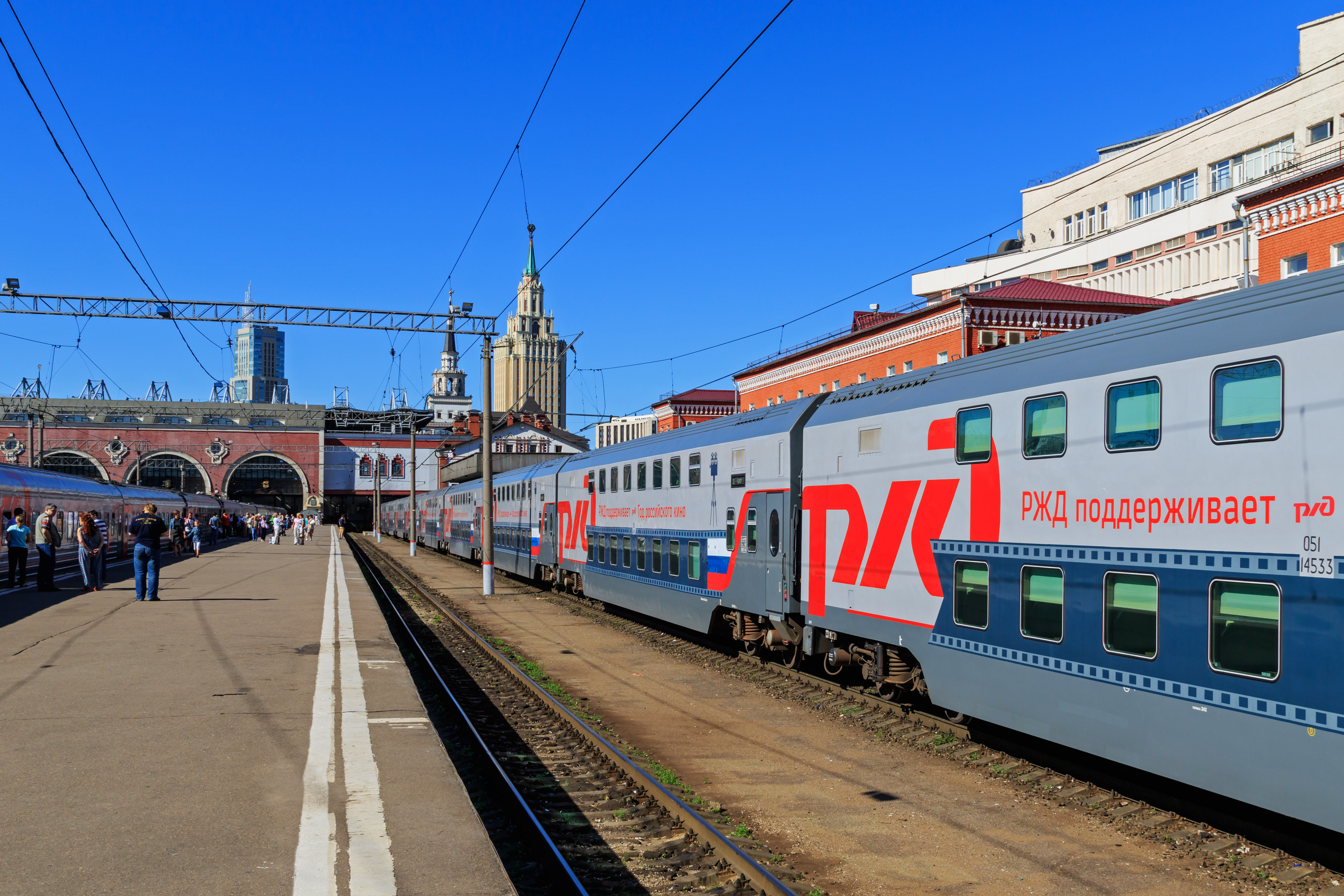
Wagon piętrowy TVZ